# Maximiano Trapero
Maximiano Trapero Trapero (nacido en 1945, Gusendos de los Oteros, León) es un filólogo, profesor y escritor español. Desde 1965 reside en Canarias. Es  Catedrático de Filología Española y profesor Emérito de la Universidad de Las Palmas de Gran Canaria. Las líneas de investigación principales a las que se ha dedicado son: la semántica léxica, la literatura oral de tipo tradicional (romancero, cancionero y poesía improvisada en el mundo hispánico), la toponimia canaria y la toponomástica general y la lingüística del guanche (la lengua que hablaron los habitantes prehispánicos de las Islas Canarias). 

## Biografía
Inició su actividad docente como Profesor Ayudante de Lengua Española en la Universidad de La Laguna, cursos 1970-76. Este último año alcanzó el título de Doctor en Filología Románica con su tesis El campo semántico 'deporte' en la historia del español. Desde 1979 ha ejercido de Profesor Tutor de Semántica y Lexicología en la UNED. Se incorporó a la Universidad de Las Palmas de Gran Canaria desde su creación, primero como Profesor Asociado en el Colegio Universitario de Las Palmas (1984-89), más tarde como Profesor Titular (1989-96) y finalmente como catedrático de Filología Española (desde 1996), desarrollando la docencia de las asignaturas de Semántica y Lexicología, Lexicología Española y El Español de Canarias. En 2015 fue nombrado Profesor Emérito de la Universidad de Las Palmas de Gran Canaria. Ha participado en multitud de Congresos Nacionales e Internacionales sobre temas Filológicos y lingüísticos, así como de literatura de tradición oral y ha impartido gran número de Cursos Universitarios en diversas Universidades españolas y extranjeras.

## Actividad investigadora
Consecuencia de su actividad investigadora ha publicado 40 libros y más de 250 artículos científicos que pueden estructurase en los siguientes seis campos temáticos:

### Estudios semánticos y lexicológicos
La concepción estructuralista de la lingüística ha marcado muchos de los trabajos dedicados al estudio del léxico del español, empezando por el libro El campo semántico 'deporte' en el español (1971), objeto de la tesis doctoral y continuando con otros estudios sobre el léxico tradicional de las hablas canarias. Destacan los estudios al léxico de la toponimia:  Un nuevo método de estudio del léxico toponímico: las estructuras semánticas con "Un nuevo método de estudio del léxico toponímico: las estructuras semánticas” (1994); al léxico pastoril de la isla de El Hierro con “Un caso de bilingüismo en Canarias: Los nombres de color de ovejas y cabras en la isla de El Hierro” (2001); a las estructuras semánticas en que se constituyen los cromotopónimos con “La estructura semántica de los nombres de color en la toponimia: La cromotoponimia de Gran Canaria” (1995); y los orónimos con el "Diccionario de toponimia canaria" (1999).

### Estudios sobre la poesía popular de tradición oral en el mundo hispánico: el romancero y el cancionero
En el campo de la poesía popular de tradición oral, y específicamente en los géneros del romancero y de la lírica popular, Trapero ha logrado recoger, estudiar y editar el repertorio romancístico de cada una de las islas canarias, contando cada una de ellas con su particular Romancero, formando un conjunto de poesía narrativa en el ámbito del mundo hispánico. En Canarias siguen viviendo en su tradición oral romances de origen medieval desconocidos o desaparecidos en el resto de las regiones de la hispanidad. En 2001 organizó y dirigió un Congreso Internacional sobre “El Romancero de La Gomera y el Romancero General a principios del tercer milenio” en el que participaron especialistas del tema. Al profesor Trapero se debe el descubrimiento del romancero de La Gomera, que ha servido para calificar a la isla como “la reserva natural del romancero”.
Sus estudios sobre el romancero español no se han limitado a las Islas Canarias, sino que se han extendido también a la Península, como miembro del Seminario Menéndez Pidal durante los años 1980 a 1987 (con encuestas de campo en Galicia, Asturias, Cantabria, León, Segovia y norte de Portugal) y a varios países de Hispanoamérica (México, Cuba, Puerto Rico, Venezuela, Chile y Argentina). Fruto de estas investigaciones son sus dos Romanceros Generales de la isla de Chiloé (1997) y de Cuba (2002). Y un último estudio panorámico: “El romancero en América: Implantación, desarrollo y transferencia a otros géneros poéticos-narrativos” (2014).
En el campo de la lírica popular de tradición oral son de referencia su libro Lírica tradicional canaria (1990), sus estudios sobre las endechas “de Canaria”, sobre los “estribillos romancescos” y sobre los ranchos de ánimas y de pascua de Canarias.
En septiembre de 2008, la Biblioteca de la Universidad de Las Palmas de Gran Canaria, dentro de sus páginas web dedicadas a la Biblioteca Digital y Memoria Digital de Canarias, ha puesto en la Red el Archivo sonoro de literatura oral de Canarias Maximiano Trapero con todos los materiales recolectados por el autor en las Islas Canarias referidos a la literatura oral (romancero, cancionero, décima popular, cuentos, leyendas, etc.), con ramificaciones a otras manifestaciones de la cultura popular, tanto oral como material. Un ejemplo es el libro que recoge 30 años de investigaciones: Religiosidad popular en verso: Últimas manifestaciones o manifestaciones perdidas en España e Hispanoaméricalas (2011).

### Estudios sobre la décima popular y la poesía improvisada en el mundo hispánico
En el campo de la décima y de la poesía improvisada que distingue a Canarias del resto de la España peninsular y que la hermana con Iberoamérica, el profesor Maximiano Trapero ha organizado y dirigido dos Encuentros-Festivales Internacionales, auspiciados por la Universidad de Las Palmas y otras instituciones de Gran Canaria y ha asistido como invitado a festivales internacionales de poesía improvisada en diferentes países europeos e ibearoamericanos. También ha coordinado y editado dos libros colectivos que representan la décima convertida en poesía popular y la improvisación poética en el mundo hispánico: La décima: Su historia, su geografía, sus manifestaciones (2001) y Yo soy la tal espinela: La décima y la improvisación poética en el mundo hispano (2014).

### Estudios sobre toponomástica general y de toponimia canaria
En el campo del estudio de la toponomástica el profesor Trapero dirige desde hace años un Proyecto de Investigación interdisciplinar, con participación de profesores de las dos universidades canarias, que se propone la recuperación y el estudio de la toponimia de las Islas Canarias, sobre la base de unos corpus toponímicos insulares recogidos de la tradición oral. Las realizaciones son cuatro tesis doctorales, tres estudios de corpus toponímicos insulares (de Gran Canaria, El Hierro y Lanzarote), y un primer volumen del Diccionario de toponimia canaria, con el prólogo del lingüista Eugenio Coseriu. El proyecto de este Diccionario de toponimia canaria se ha continuado con un segundo volumen dedicado a los guanchismos (publicado en 2018), con un tercero dedicado a los nombres referidos a la flora y a la fauna, y un cuarto dedicado a los términos de referencia sociocultural e histórica.

### Estudios sobre lingüística guanche
La temática de la lingüística guanche constituye de por sí un campo particular de estudio, por su gran complejidad teórica y por la importancia singular que tiene en la historia y cultura de Canarias, hasta el punto de convertirse en “el problema más cautivador que se presenta en el campo de los estudios canarios”, en palabras del gran romanista Gerhard Rohlfs. En esta etapa destacan los estudios referidos a la isla de El Hierro por el conservadurismo que manifiesta su léxico con el libro Pervivencia de la lengua guanche en el habla común de El Hierro (1999) y Estudios sobre el guanche (2007).
En diciembre de 2018 presentó, en la sede de la Real Academia Española (RAE) en Madrid, su ‘Diccionario de toponimia de Canarias: Los guanchismos’, elaborado también conjuntamente con el profesor Eladio Santana Martel. Esta edición constó de tres volúmenes, con un total de 2.500 páginas que incluyen más de 4.000 topónimos y unidades léxicas estudiadas, algunos de ellos topónimos vivos recogidos de la tradición oral de Canarias. De esta manera, la RAE reconoce al máximo nivel e incorpora a su acervo el guanchismo, el habla de los aborígenes del archipiélago con la que se encontraron los conquistadores españoles en el siglo XV y que los cronistas definieron en su momento como “la más extraña lengua del mundo”. Cuenta con un prólogo de Pedro Álvarez de Miranda, de la Real Academia Española. Y el 3 de octubre de 2019 recibió el Premio Real Academia Española de investigación filológica.

### Estudios sobre el teatro de tipo tradicional
Los estudios sobre el teatro de tipo tradicional los comenzó el profesor Trapero en 1980, con una beca que recibió de la Fundación Juan March de Madrid para la recolección de textos y estudio de las representaciones populares en torno a la Navidad que tenían lugar en la provincia de León y de otras provincias castellanas (especialmente Valladolid, Zamora y Palencia). Estos autos se centran en los dos ciclos de la Navidad: la adoración al Niño Jesús de los pastores y de los reyes. Fruto de esa primera investigación fue el libro La pastorada leonesa: Una pervivencia del teatro medieval (1982).
Otros estudios particulares deben reseñarse en este campo, referidos al teatro medieval, a la presencia del romancero en el teatro, a la música en el teatro de Navidad del Renacimiento, a los “carros” y “loas” que se celebran en la isla canaria de La Palma con motivos de sus fiestas lustrales en honor de su Patrona la Virgen de las Nieves, a las “pastorelas” mexicanas, y dos estudios generales y panorámicos: “Los autos religiosos en España”, introducción general al libro colectivo El Auto Religioso en España (1991), y “El teatro religioso de tipo popular: Una visión panorámica”, el capítulo que cierra el libro Religiosidad popular en verso (2011).

## Distinciones
- Premio de Investigación «Agustín de Bethencourt 1977» de la Caja General de Ahorros de Santa Cruz de Tenerife por su obra El campo semántico 'deporte'.
- Premio «Pérez Vidal» del Cabildo Insular de la Palma, en dos ocasiones: en la convocatoria de 1995 por el conjunto de sus investigaciones sobre la literatura oral y popular de Canarias, y en la convocatoria de 1999 por su obra Romancero General de La Palma.
- Premio Internacional de Humanidades «Agustín Millares Carlo 1997» del Gobierno de Canarias por su obra Diccionario de toponimia canaria.
- Distinción Nacional de la Cultura Cubana, otorgada en 2003 por el Ministerio de Cultura de Cuba por su contribución al estudio y difusión de la literatura oral y popular de Cuba.
- Premio de Humanidades de la Academia de la Ciencia de Cuba, 2004, por su Romancero General y Tradicional de Cuba.
- Medalla de Oro de Canarias, concedida por el Gobierno de Canarias en 2003 por su dedicación al estudio de la literatura de tradición oral en Canarias y en el ámbito hispano.
- Premio Internacional "José Vasconcelos 2009" del Frente de Afirmación Hispanista, fundación cultural mexicana, por la dimensión panhispánica de las investigaciones y estudios realizados sobre la literatura de tradición oral.
- Hijo Adoptivo de la ciudad de Las Palmas de Gran Canaria, 2010.
- Premio Canarias 2017, en la modalidad Patrimonio Histórico[23]
- Premio Real Academia Española de investigación filológica 2019, por su Diccionario de toponimia de Canarias: Los guanchismos (3 vols.), con la colaboración de Eladio Santana Martel.